# Ukrán Wikipédia
Az ukrán Wikipédia (ukrán nyelven: Українська Вікіпедія [Ukrajinszka Vikipegyija]) a Wikipédia projekt ukrán nyelvű változata, egy szabadon szerkeszthető internetes enciklopédia. 2004. január 30-án készült első cikke és 2009 májusában már több mint 147 000 szócikket tartalmazott, ezzel a tizenhatodik helyet foglalja el a wikipédiák rangsorában. 2010. április 7-én érte el a 200 ezer, 2011 júliusában a 300 ezer, majd 2014 májusában az 500 ezer szócikket. Napi látogatottsága átlagosan 2,5 millió.

## Mérföldkövek

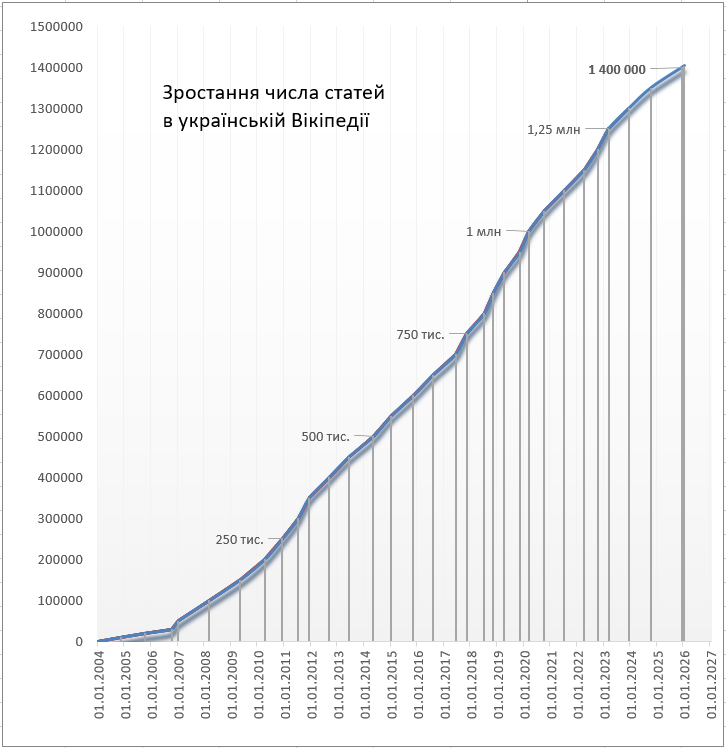
Growth in the number of Ukrainian Wikipedia articles

- 2004. január 30. - Elkészült az 1. szócikk.
- 2004. április 4. - Elkészült az 1000. szócikk.
- 2007. január 16. - Elkészült az 50 000. szócikk.
- 2008. március 28. - Elkészült a 100 000. szócikk.
- 2009. május 30. – Elkészült a 150 000. szócikk.
- 2010. április 7. – Elkészült a 200 000. szócikk.
- 2010. december 21. – Elkészült a 250 000. szócikk.
- 2011. július 7. - Elkészült a 300 000. szócikk.
- 2012. szeptember 20. - Elkészült a 400 000. szócikk.
- 2014. május 12. – Elkészült az 500 000. szócikk.
- 2015. november 13. – Elkészült a 600 000. szócikk.
- 2020. március 22. – Elkészült az 1 000 000. szócikk.[2]
- 2023. december 9. – Elkészült az 1 300 000. szócikk.[3]